# Сражение при Гренгаме
Сражение при Гренгаме — морское сражение, произошедшее 27 июля (7 августа) 1720 года в Балтийском море около острова Гренгам (южная группа Аландских островов), явилось последним крупным сражением Великой Северной войны.

## Предыстория сражения
Несмотря на ряд тяжёлых поражений на суше и на море, Швеция продолжала уклоняться от подписания мирного договора с Россией, так как такой договор означал бы, что Швеция юридически потеряла бы свою роль ведущей державы в Северной и Восточной Европе. Одновременно это было бы юридическим закреплением за Россией роли ведущей державы в регионе. Прошедший с мая 1718 по сентябрь 1719 года российско-шведский Аландский конгресс не привёл к заключению мира. Между тем влиянию Великобритании в Балтийском море угрожал всё увеличивающийся флот России. 
На этом фоне началось сближение Великобритании и Швеции, которые в ноябре 1719 года заключили союз, по условиям которого Георг I, выступая в качестве курфюрста Ганновера, получил шведские Бремен и Верден, уплатив Швеции миллион талеров. Спустя два месяца Георг I уже в качестве английского короля подписал договор со Швецией о мире и союзе. Великобритания также выступила посредником в заключении мирных договоров между Швецией с одной стороны и Пруссией, Данией — с другой. Всё это вело к политической изоляции России, ведь Дания и Пруссия ранее выступали союзниками России в войне против Швеции. Ещё в августе 1719 года Великобритания послала в Балтийское море эскадру адмирала Джона Норриса, с целью уничтожения российского флота, которая в конце октября ушла ни с чем.
После Гангутского сражения Англия, озабоченная возрастанием могущества русской армии, образовала военный альянс со Швецией. Однако демонстративное приближение объединённой англо-шведской эскадры к Ревелю не заставило Петра І искать мира, и эскадра отошла к берегам Швеции. Пётр I, узнав об этом, приказал переместить русский флот от Аландских островов к Гельсингфорсу, а около эскадры оставить несколько лодок для патрулирования. Вскоре одна из этих лодок, попавшая на мель, была захвачена шведами, в результате чего Пётр приказал возвратить флот обратно к Аландским островам.
В 1720 году эскадра под начальством Д. Норриса снова появилась в Балтийском море в составе 18 линейных кораблей, 3 фрегатов и других судов. На российский запрос о том, не собираются ли англичане вредить русским интересам, Д. Норрис ответил, что у него нет таких инструкций. Между тем Петр I намеревался продолжить самым активным образом использовать флот в целях принуждения Швеции к подписанию мира. 25 апреля 1720 года российская эскадра под началом М. М. Голицына, следуя письмам царя, вышла из Або, взяв курс на Швецию. Имеющиеся у М. М. Голицына силы он разбил на две части, одну из которых под начальством бригадира Менгдена направил в Ботнический залив к Вазе, а с другой в составе 70 галер, 80 лодок, 8 бригантин, с 8000 солдат двинул к Аланду. Эскадра под начальством Менгдена достигла значительных успехов, высадившись на шведском берегу и разорив территорию на 30 верст в глубину, успехи превзошли достигнутые показатели 1719 г.
26 июля (6 августа) русский флот под командованием Михаила Михайловича Голицына в составе 61 галеры и 29 лодок приблизился к Аландским островам. Разведывательные лодки русских заметили шведскую эскадру между островами Лемланд и Фритсберг. Из-за сильного ветра атаковать её было невозможно, и Голицын принял решение идти к острову Гренгам с целью подготовки хорошей позиции среди шхер.

## Бой
Эскадра под начальством М. М. Голицына добилась ещё больших успехов, когда 27 июля (7 августа) 1720 года заманила шведские силы в составе 1 линейного корабля, 4 фрегатов, 1 галеры и нескольких более мелких судов в залив Гренгам, который был в избытке наполнен подводными камнями и мелями. В таких условиях шведские суда лишились возможности маневрировать.
Когда 27 июля (7 августа) русские корабли приблизились к Гренгаму, флот шведов под командованием К.-Г. Шёблада, имевший 156 орудий, неожиданно снялся с якоря и пошёл на сближение, подвергнув русских массированному обстрелу. Русский флот стал поспешно отступать на мелководье, куда и попали преследующие его шведские корабли. На мелководье более манёвренные русские галеры и лодки перешли в атаку и сумели взять на абордаж 4 фрегата (34-пушечный «Стор-Феникс», 30-пушечный «Венкер», 22-пушечный «Кискин» и 18-пушечный «Данск-Эрн»), после чего оставшаяся часть шведского флота отступила.
В начале сражения 2 шведских фрегата сели на мель и были взяты на абордаж, а 2 других, несмотря на попытку спастись бегством, также были взяты на абордаж. Кроме того, было захвачено в плен 407 офицеров, солдат и матросов, 104 пушки. Только линейный корабль К. Шёблада и несколько мелких судов спаслись бегством, хотя за ними была организована погоня, но всё же флагманский корабль был повреждён стрельбой с российских судов. Лишь ухудшение погоды спасло шведские силы от полного пленения. Моральное значение победы усиливалось ещё тем, что битва происходила во время нахождения в Балтийском море британской эскадры, и она не пришла на помощь своим шведским союзникам.
Накал сражения был настолько ожесточённым, что с галер было выпущено 31 506 патронов и 23 971 зарядов картечи. Из 61 галеры, участвующих в битве, 43 галеры получили повреждения различной степени тяжести, только одна, «Вальфиш», серьезные. . Разбитую 30-вёсельную галеру «Вальфиш» сожгли при урочище Фрисбург непосредственно после сражения (предварительно выгрузив все припасы). 
В сентябре 1720 года в Санкт-Петербурге состоялись торжества по случаю победы в Гренгамской битве.

## Итоги сражения
Результатом сражения при Гренгаме стал конец безраздельного шведского влияния на Балтийском море и утверждение на нём России. Битва приблизила заключение Ништадтского мира.
Потери со стороны шведов составили: четыре фрегата- 34-пушечный «Стор-Феникс», 30-пушечный «Венкер», 22-пушечный «Кискин» и 18-пушечный «Данск-Эрн». В плену оказалось 407 шведов, 103 человека были убиты. Потери на русских галерах составили по одним данным, 82 убитых и 246 раненых, по другим данным — 85 убитых (включая 2 офицеров) и 246 раненых.
«…Первый фрегат „Шторфеникс“ в 34 пушки; на нем взято морских офицеров:

Капитан Гансфейр Штроле.

Порутчик Якон Сиверс.

Штурман — 1.

Шхиперов, констапелей и прочих обер служителей морских — 10.

Матросов — 99.

Сухопутных:

Порутчик Ионас Симон.

Лекарей — 2.

Солдат — 25.

Офицерский челядник — 1.

И того взято морских и сухопутных — 141.

Побито:

Морских обер служителей — 2.

Матросов — 3.

Солдат — 1.

Шхипорский челядник — 1.

И того побито — 7.

Всего на оном фрегате взято и побито — 148 человек.

Взято пушек:

12-фунтовых — 2.

8-фунтовых — 20.

3-фунтовых — 12.

И того — 34.

Другий фрегат „Венкер“ в 30 пушек на нем взято людей:

Капитан Абрам Фалкенгрен.

Капитан Поручик Аксель Торквист.

Поручик Дитрих Валмер.

Штирманов, ботсманов и прочих обер служителей морских — 8.

Пушкарей — 4.

Матросов — 63.

Капитанский служитель — 1.

Сухопутных:

Поручик Галер.

Урядников — 2.

Солдат — 16.

И того взято морских и сухопутных — 98.

Побито:

Морских обер служителей — 9.

Матросов — 37.

Солдат — 13.

И того — 59.

Всего на оном фрегате взято и побито — 157 человек.

Взято пушек:

6-фунтовых — 24.

3-фунтовых — 6.

И того — 30.

Третий фрегат „Сискен“ в 22 пушки; на нем взято людей:

Капитан Клас фон Штоуден.

Капитан Ян Сидар.

Поручик Петер Дюсон.

Штыкюнкер — 1.

Шхипоров, штирманов, констапелей, ботсманов и прочих обер служителей

морских — 10.

Волонтиров — 5.

Матросов — 41.

Офицерский служитель — 1.

Сухопутных:

Фелтвебель — 1.

Солдат — 16.

И того взято морских и сухопутных — 78.

Побито:

Ботсманов, штирманов и прочих обер служителей морских — 6.

Матросов — 14.

Солдат — 4.

Плотник — 1.

И того — 25.

Всего на оном фрегате взято и побито — 103 человека.

Пушек взято:

6-фунтовых — 6.

4-фунтовых — 12.

3-фунтовых — 4.

И того — 22.

Четвертый фрегат „Данек Ерн“ 18 пушек; на нем взято морских офицеров:

Поручик Давыд Колве.

Обер служителей морских — 6.

Матросов — 62.

Сухопутных:

Прапорщик Яган фон Гартен.

Капрал — 1.

Солдат — 18.

Барабанщик — 1.

И того взято морских и сухопутных — 90.

Побито:

Штюрман — 1.

Матросов — 8.

Солдат — 2.

Юнк — 1.

И того — 12.

Всего взято и побито — 102 человека.

Взято пушек:

6-фунтовых — 18.

Всего на вышепомянутых 4 фрегатах взято офицеров и прочих морских

служителей, так же и сухопутных — 407.

Убито — 103.

Всего в полон взято и убито — 510 человек.

Пушек разных калибров взято — 104.

На тех же фрегатах взято пушечных ядер, картеч ручных, ядер, пороху,

и прочей аммуниции не малое число».

## Память
- Почтовый блок. 300 лет победе русского флота в Гренгамском сраженииВ память побед при Гангуте и при Гренгаме (одержанных в разные годы в один и тот же день — день памяти святого Пантелеимона) была построена в Санкт-Петербурге Пантелеймоновская церковь. В 1914 году по инициативе Императорского Российского военно-исторического общества на фасаде Пантелеимоновской церкви были укреплены мраморные мемориальные доски с перечнем полков, сражавшихся при Гангуте и Гренгаме.
- Была учреждена медаль «За сражение при Гренгаме».
- В здании Пантелеимоновской церкви открыта экспозиция, рассказывающая о сражениях петровского галерного и парусного флота на Балтике, об отваге русских воинов в Северной войне и героизме моряков при обороне полуострова Ханко в начале Великой Отечественной войны.
- Почтовая марка России, 1995 годВ Петербурге на Воскресенской набережной 7 марта 2015 года был открыт бронзовый памятник первому парусному линейному кораблю российского флота «Полтава» — участнику Северной войны. Он был спущен со стапелей Адмиралтейства в июне 1712 года и находился в составе Балтийского флота до окончания Северной войны. На стене постамента памятника высечена надпись «Баталия при Гренгаме» с иллюстрацией боя[6]

## В искусстве
- Гравюра А. Ф. Зубова «Баталия при Гренгаме», 1721 года размещена в сборнике «Петр I. Честь, слава, империя. Труды, артикулы, переписка, мемуары». Из серии «Великие правители». — М.: Эксмо, 2012. — 318 с. В ук"―". соч. Празднование победы при Гренгаме 8 сентября 1721 г. — 321 с.
- Картина Ф.-В. Перро «Сражение при Гренгаме 27 июля 1720 г.» 1841 года размещена в цветной вкладке в книге: Тарле Е. В., Эриксон П. и др. Северная война. Петр I протии Карла XII. — Китай: ЗАО «Издательский дом Ридерз Дайджест», 2009.
- Картина А. П. Боголюбова «Гренгамское морское сражение 27 июля 1720 года» 1866 год. Холст, масло. Размеры 229 х 380.[7]